# Adenograma
Adenograma é uma imagem do tecido ganglionar retirado por punção. O adenograma normal é, essencialmente, formado por elementos da série linfóide e quase exclusivamente por linfócitos maduros. Ao lado destes, podem-se distinguir alguns raros elementos imaturos (linfoblastos, prolinfócitos). Encontra-se ainda, no esfregaço, algumas hemácias, alguns polinucleares, possivelmente de origem sanguínea, raras células do retículo e, excepcionalmente, plasmócitos. Excelente exame de orientação, o adenograma  deve, o mais das vezes, ser completado por uma biopsia ganglionar.